# Priaulx League 2014-15
La Priaulx League 2014-15 fue la 110.ª temporada de la Priaulx League. El North AC ganó la liga y se clasificó para la Upton Park Cup 2015 contra el campeón de la Jersey Premiership 2014-15

## Clubes
| - North AC - UCF Sylvans - Vale Recreation FC - Rovers AC | - Belgrave Wanderers FC - Rangers FC - Saint Martins FC |

## Tabla de Posciciones
Actualizado el 4 de junio de 2015.
|  |    | Equipos               | PJ | G  | E | P  | GF | GC | Dif | Pts |
|  | -- | --------------------- | -- | -- | - | -- | -- | -- | --- | --- |
|  | 1. | North AC              | 18 | 12 | 2 | 4  | 59 | 35 | +24 | 38  |
|  | 2. | UCF Sylvans           | 18 | 11 | 2 | 5  | 52 | 36 | +16 | 35  |
|  | 3. | Vale Recreation FC    | 18 | 8  | 5 | 5  | 39 | 33 | +6  | 29  |
|  | 4. | Rovers AC             | 18 | 8  | 4 | 6  | 43 | 32 | +11 | 28  |
|  | 5. | Belgrave Wanderers FC | 18 | 7  | 2 | 9  | 40 | 42 | -2  | 23  |
|  | 6. | Rangers FC            | 18 | 4  | 2 | 12 | 32 | 66 | -34 | 14  |
|  | 7. | Saint Martins FC      | 18 | 1  | 7 | 10 | 25 | 46 | -21 | 10  |

|  |                                                    |
|  | Campeón. y clasificado a la Upton Park Cup 2014-15 |